# How to Save a Life
How to Save a Life ist das erste Studioalbum der amerikanischen Alternative-Rock-Band The Fray.

## Entstehung
Nachdem die Band selbstständig zwei EPs (Movement und Reason) veröffentlicht hatte, waren sie auf der Suche nach einer Plattenfirma, um ein komplettes Album auf den Markt zu bringen. Die Single Cable Car gaben sie an die Radiostation KTCL aus Denver, Colorado. Der Song bekam eine beachtliche Sendezeit und landete in den Top 30 der am meisten gespielten Songs der Station, obwohl die Band noch keinen Plattenvertrag in der Hand hatte. Ursprünglich hatten sie sieben weitere Songs eingereicht, die aber allesamt vom Sender abgelehnt wurden. Nachdem KTCL angefangen hatte, den Song zu spielen, nahmen auch weitere, größere Stationen den Song in ihre Playlist auf. Somit gewann The Fray auch überregional eine gewisse Bekanntheit. Die lokale Wochenzeitung Westword nannte The Fray Beste neue Band 2004.
Schließlich wurde die Plattenfirma Epic Records auf die Band aufmerksam. Am 17. Dezember 2004 nahm das Unternehmen – welches später Teil von Sony BMG werden sollte – die Band unter Vertrag. Die erste Singleauskopplung wurde Cable Car, jedoch entschied sich die Plattenfirma den Song in Over my Head (Cable Car) umzubenennen.
Vier Singles aus dem Album wurden veröffentlicht. Die Single She Is erschien ausschließlich in Australien.

## Titelliste
| #  | Titel                    | Produktion                   | Länge |
| -- | ------------------------ | ---------------------------- | ----- |
| 1  | She Is                   | Isaac Slade, Joe King        | 3:56  |
| 2  | Over my Head (Cable Car) | Slade, King                  | 3:58  |
| 3  | How to Save a Life       | Slade, King                  | 4:21  |
| 4  | All at Once              | Slade, King, Aaron Johnson   | 3:47  |
| 5  | Fall Away                | Slade, King, Dan Battenhouse | 4:23  |
| 6  | Heaven Forbid            | Slade, King                  | 3:59  |
| 7  | Look After You           | Slade, King                  | 4:26  |
| 8  | Hundred                  | Slade, Monica Conway         | 4:13  |
| 9  | Vienna                   | Slade, King, Battenhouse     | 3:51  |
| 10 | Dead Wrong               | Slade, King, Mike Flynn      | 3:05  |
| 11 | Little House             | Slade, King                  | 2:30  |
| 12 | Trust Me                 | Slade, King                  | 3:22  |

## Singleauskopplungen

### Chartplatzierungen
| Jahr | Titel                    | Höchstplatzierung, Gesamtwochen, AuszeichnungChartplatzierungen (Jahr, Titel, , Platzierungen, Wochen, Auszeichnungen, Anmerkungen) | Höchstplatzierung, Gesamtwochen, AuszeichnungChartplatzierungen (Jahr, Titel, , Platzierungen, Wochen, Auszeichnungen, Anmerkungen) | Höchstplatzierung, Gesamtwochen, AuszeichnungChartplatzierungen (Jahr, Titel, , Platzierungen, Wochen, Auszeichnungen, Anmerkungen) | Höchstplatzierung, Gesamtwochen, AuszeichnungChartplatzierungen (Jahr, Titel, , Platzierungen, Wochen, Auszeichnungen, Anmerkungen) | Höchstplatzierung, Gesamtwochen, AuszeichnungChartplatzierungen (Jahr, Titel, , Platzierungen, Wochen, Auszeichnungen, Anmerkungen) | Anmerkungen                           |
| Jahr | Titel                    | DE | AT | CH | UK | US | Anmerkungen                           |
| ---- | ------------------------ | --- | --- | --- | --- | --- | ------------------------------------- |
| 2005 | Over My Head (Cable Car) | DE83 (6 Wo.)DE | — | CH96 (1 Wo.)CH | UK19 (16 Wo.)UK | US8 (42 Wo.)US | Erstveröffentlichung: 7. Oktober 2005 |
| 2006 | How to Save a Life       | DE45 (10 Wo.)DE | AT46 (9 Wo.)AT | CH28 (27 Wo.)CH | UK4 (51 Wo.)UK | US3 (58 Wo.)US | Erstveröffentlichung: 26. März 2006   |
| 2007 | Look After You           | — | — | — | — | US59 (10 Wo.)US | Erstveröffentlichung: 6. Februar 2007 |
| 2007 | All at Once              | — | — | — | — | — |                                       |

### Over my Head (Cable Car)
Debütsingle der Band, erreichte die Top 10 in den Billboard-Hot-100-Charts. Der Song verhalf dem Album in die Top 20 der Album-Charts, den Billboard 200, nachdem es vorher in den Newcomer-Charts vertreten war.
Die Single ist nur über einen Download zu erwerben, es gibt allerdings auch einige wenige CDs von dem Song, die die Band während eines Auftritts an Fans verteilt hat. Auf der EP sind außerdem die Singles Heaven Forbid und Hundred. In Großbritannien erschien Over my Head (Cable Car) als zweite Single, nach How to Save a Life.

### How to Save a Life
How to Save a Life ist der kommerziell erfolgreichste Song von The Fray. Er wurde am amerikanischen Nationalfeiertag, dem 4. Juli, veröffentlicht, erreichte unter anderem Platz 3 in den amerikanischen Billboard Hot 100 und erzielte Spitzen-Chart-Positionen in Europa und Kanada. Die Single erschien exklusiv als Download und erhielt zweifach Platin. The Fray erhielten auch für diesen Song eine Grammy-Nominierung, gingen aber leer aus. Aufgrund einer verfrühten Veröffentlichung des Songs im Vereinigten Königreich durch den Radiosender BBC Radio 1 erschien die Single fünf Wochen vor der planmäßigen Nummer eins, Over my Head (Cable Car). Auf der CD ist auch die Single She Is, welche exklusiv in Australien veröffentlicht wurde, in einer Akustik-Version.
Der Song wurde in mehreren Fernsehserien, zum Beispiel Scrubs – Die Anfänger (5. Staffel), Cold Case – Kein Opfer ist je vergessen oder Grey’s Anatomy (2. Staffel) verwendet.
Nachdem die Musik-Koordinatorin von „Grey’s Anatomy“ ein Konzert von The Fray besuchte, war sie von der Performance von How to Save a Life so begeistert, dass sie entschied, den Song in eine Schlusssequenz einer Episode einzubauen. Nach Ausstrahlung der Episode wurde der Song zu einem Top 100 Hit und die Produzenten entschieden, den Song für die Promotion der dritten Staffel zu verwenden. Bereits eine Woche nachdem die Werbung begann, stieg die Single von Platz 51 auf Platz 29 und landete am Ende auf Platz 3.
Nach Grey’s Anatomy benutzte die Serie „Scrubs – Die Anfänger“ den Song – ebenfalls in einer Schlusssequenz – in der Folge „Mein Mittagessen mit Cox“.
Weitere Serien:
- One Tree Hill
- Family Guy
- Ghost Whisperer – Stimmen aus dem Jenseits
- The Hills
- 8th & Ocean
- Big Brother (Großbritannien)
- A Shot at Love with Tila Tequila
- Echo Beach
- Casualty
- The Vampire Diaries

## Rezeption

### Kritik
Die Reaktionen der Kritiker waren insgesamt betrachtet weitgehend positiv. Einige Publikationen gaben dem Album schlechte Kritiken, jedoch wird das Werk von den meisten Rezensenten als überdurchschnittlich angesehen. Die Musikmagazine Rolling Stone, Blender und AllMusic gaben dem Album 3 von 5 möglichen Sternen.

### Grammy-Nominierungen
Zwei Songs aus dem Album erhielten Grammy-Nominierungen für die Verleihung 2007. Over my Head (Cable Car) erhielt eine Nominierung in der Kategorie Best Pop Performance by a Duo or Group with Vocals; How to Save a Life war nominiert in der Kategorie Best Rock Performance by a Duo or Group with Vocal. Beide Preise gingen allerdings an andere Künstler (Dani California von den Red Hot Chili Peppers beziehungsweise My Humps von den Black Eyed Peas).

## Kommerzieller Erfolg

### Chartplatzierungen
| ChartsChartplatzierungen       | Höchstplatzierung | Wochen |
| ------------------------------ | ----------------- | ------ |
| Deutschland (GfK)              | 45 (10 Wo.)       | 10     |
| Österreich (Ö3)                | 46 (9 Wo.)        | 9      |
| Schweiz (IFPI)                 | 28 (27 Wo.)       | 27     |
| Vereinigte Staaten (Billboard) | 3 (56 Wo.)        | 56     |
| Vereinigtes Königreich (OCC)   | 4 (51 Wo.)        | 51     |

| ChartsJahrescharts (2006)      | Platzierung |
| ------------------------------ | ----------- |
| Vereinigte Staaten (Billboard) | 27          |

| ChartsJahrescharts (2007)      | Platzierung |
| ------------------------------ | ----------- |
| Vereinigte Staaten (Billboard) | 24          |
| Vereinigtes Königreich (OCC)   | 38          |

### Auszeichnungen für Musikverkäufe
Nach der Veröffentlichung auf dem US-Markt kletterte das Album in die Top 15 der Albumcharts, es wurden mehr als 2 Millionen Kopien verkauft. How to Save a Life wurde im Januar 2007 das am meisten digital verkaufte Album, kurz nachdem es 2006 das am meisten gekaufte Album vom Musik-Portal iTunes geworden ist. Die Singles How to Save a Life und Over my Head (Cable Car) gingen beide über eine Million Mal über den virtuellen Ladentisch. Bis heute wurden weltweit mehr als 3,2 Millionen Kopien gekauft.
| Land/Region                  | Auszeichnungen für Musikverkäufe (Land/Region, Auszeichnung, Verkäufe) | Verkäufe  |
| ---------------------------- | ---------------------------------------------------------------------- | --------- |
| Australien (ARIA)            | Platin                                                                 | 70.000    |
| Dänemark (IFPI)              | Gold                                                                   | 10.000    |
| Irland (IRMA)                | Platin                                                                 | 15.000    |
| Kanada (MC)                  | Platin                                                                 | 100.000   |
| Neuseeland (RMNZ)            | 2× Platin                                                              | 30.000    |
| Vereinigte Staaten (RIAA)    | 4× Platin                                                              | 4.000.000 |
| Vereinigtes Königreich (BPI) | Platin                                                                 | 300.000   |
| Insgesamt                    | 1× Gold · 10× Platin ·                                                 | 4.525.000 |